# Velká Střelná
Velká Střelná (německy Groß Waltersdorf) byla německá obec, která zanikla kvůli vysídlení německého obyvatelstva z Československa a následném vzniku vojenského újezdu Libavá. Rozloha katastru obce činila 1842,69 hektarů. Byla demolována v letech 1967–1970. Obec se nacházela na Střelenském potoce přibližně 6 km jihozápadně od Města Libavá, v Oderských vrších. Ležela v dnešním okrese Olomouc; před 1. lednem 1949 patřila do politického okresu Moravský Beroun a soudního okresu Město Libavá.

## Historický přehled

### Od nejstarších dob do konce druhé světové války
První písemná zmínka o obci je z roku 1203. Jihovýchodně od bývalého intravilánu někdejší Velké Střelné se mezi Střelenským potokem a silnicí, kdysi spojující Velkou Střelnou a Olejovice, nachází na souřadnicích 49°40'06.68" s. š., 17°30'45.83" v. d., dosud dobře patrné valy středověké tvrze Velká Střelná (Altes Haus), vzniklé ve 13. století na ochranu vesnice a kláštera. Před rokem 1552 zanikla a byla nahrazena druhou tvrzí, zvanou Novou, jež se nacházela přímo v obci. Později byla tato tvrz přestavěna na zámek, který však po roce 1800 natolik zchátral, až byl zbořen. Od 16. století probíhala v okolí Velké Střelné těžba břidlice, zdejší ložisko bylo největší v Jeseníkách. Velká Střelná byla jednou z prvních obcí, kde se břidlice začaly dobývat v hlubinách země – zdejší doly dosahovaly hloubky okolo 150 metrů. Od roku 1707 se v obci nacházela škola. V roce 1921 měla obec 273 domů, v nichž žilo 1842 obyvatel, z nichž 1820 tvořili Němci, 15 patřilo k tehdy prosazované československé národnosti a 7 cizinců. V roce 1930 při posledním sčítání žilo v obci ve 293 domech 1927 obyvatel, z toho 1890 Němců, 32 obyvatel tehdy prosazované československé národnosti a 5 cizinců. V roce 1944 zde žilo 2001 obyvatel.
K obci patřily také osady Pivovarský kopec (Bräuerberg, též Bělidla), Hühnerberg a Břidlicové lomy (Schieferwerke), samoty Velkostřelenský Mlýn (Waltersdorfmühle), Dorfgrund Mühle (Grundmühle), lesní zámek Bores a Růžová zahrada (Rosengarten).
Po podpisu Mnichovské dohody koncem září 1938 muselo Československo nacistickému Německu odstoupit celé pohraničí osídlené převážně Němci včetně Velké Střelné. Obec s okolím byla začleněna nejprve do Sudetoněmeckých území a k 15. dubnu 1939 se stala v rámci nově zřízené říšské župy Sudety součástí vládního obvodu Opava. Tato změna státní a správní příslušnosti se nikterak nedotkla příslušnosti k okresu, jímž nadále zůstával politický okres Moravský Beroun, přeměněný ve Venkovský okres Moravský Beroun, resp. Landkreis Bärn. Takto tomu bylo až do konce druhé světové války.

### Od konce druhé světové války do současnosti
Po osvobození Československa v květnu 1945 zde byla ustavena místní správní komise, jejímž úkolem bylo přebírat obecní správu. Do obce začali přicházet noví obyvatelé neněmecké národnostní příslušnosti. Původní německé obyvatelstvo začalo být ze strany Československa všemožně diskriminováno a během roku 1946 byl z Velké Střelné proveden nucený odsun obyvatel německé národnosti do Německa. Téhož roku bylo rozhodnuto o začlenění obce do plánovaného vojenského výcvikového tábora Město Libavá a bylo naplánováno vysídlení obce. Roku 1950 byla obec začleněna do nově vzniklého vojenského újezdu Libavá. V extravilánu obce vznikl tankodrom a vojenská střelnice. Likvidace zástavby obce proběhla v letech 1967–1970.
Jihozápadně od bývalého intravilánu Velké Střelné se u silnice do někdejší obce Jestřabí nachází veřejnosti běžně nepřístupný lovecký zámeček Bores, postavený ve druhé polovině 19. století, který se kvůli zájmům armády dochoval jako jediná stavba z celé někdejší obce Velké Střelné.
Ke 20. prosinci 2002 byla při reorganizaci katastrálního členění vojenského újezdu severovýchodní část katastru původní obce začleněna do rozšířeného katastrálního území Město Libavá. Zbytek katastru obce (včetně jejího intravilánu) se ocitl na okraji sice stejnojmenného, ale podstatně rozsáhlejšího katastrálního území Velká Střelná o rozloze 77,769695 km², jehož součástí se stala celá rozlehlá západní část území vojenského újezdu. Zahrnuje kromě někdejšího intravilánu Velké Střelné celé někdejší intravilány zlikvidovaných obcí Nepřívaz, Varhošt, Jestřabí a jižní polovinu intravilánu Smilova, jakož i okrajové části původních katastrů dalších obcí.
K 2. červnu 2014, v rámci připravované optimalizace (zmenšení) vojenského újezdu Libavá, byla začleněna severovýchodní část původního katastru obce do nově vytvořeného katastrálního území Dřemovice u Města Libavá.
Ze zástavby Velké Střelné se dochovalo několik skromných zbytků kamenných zdí.
Dnes na území někdejší Velké Střelné stojí památník obce v podobě božích muk. Nechali jej zhotovit v roce 1993 bývalí obyvatelé Velké Střelné před zbytky kostela sv. Mikuláše, na zbytcích podstavce pomníku padlým v 1. světové válce. V roce 2003 byl památník doplněn pamětními deskami osazenými po stranách.
Velká Střelná je přístupná na zvláštní povolení a jednou ročně při cyklisticko-turistické akci Bílý kámen, obvykle na začátku května.
| Rok            | 1835 | 1869 | 1880 | 1900 | 1910 | 1921 | 1930 |
| -------------- | ---- | ---- | ---- | ---- | ---- | ---- | ---- |
| Počet obyvatel | 1392 | 1767 | 2050 | 2182 | 2064 | 1842 | 1927 |
| Počet domů     | 181  | 203  | 228  | 237  | 269  | 273  | 293  |

## Další informace
Na katastru Velké Střelné se nacházejí také rybníky.

## Galerie

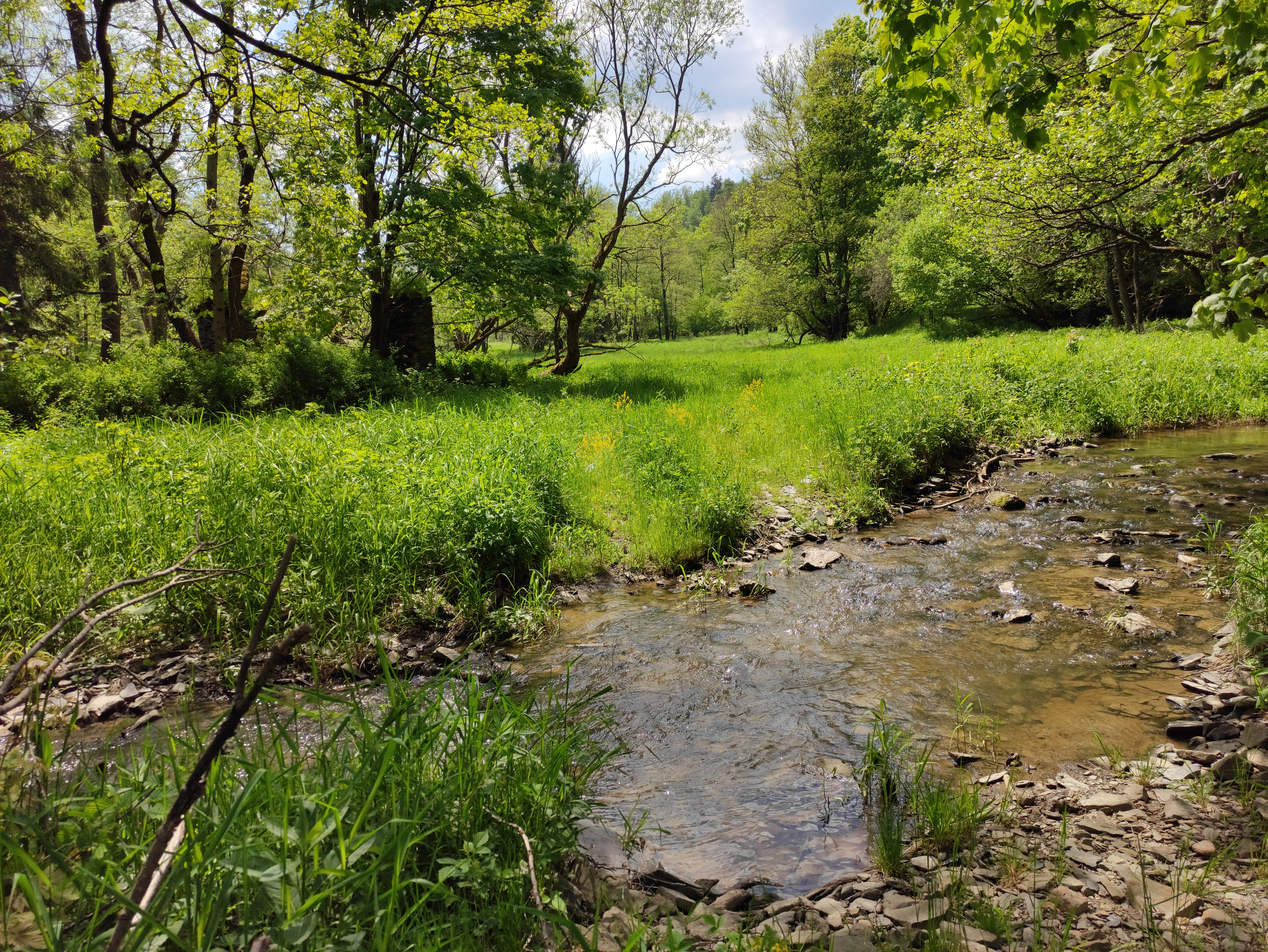
Střelenský potok a ruiny Velkostřelenského Mlýna
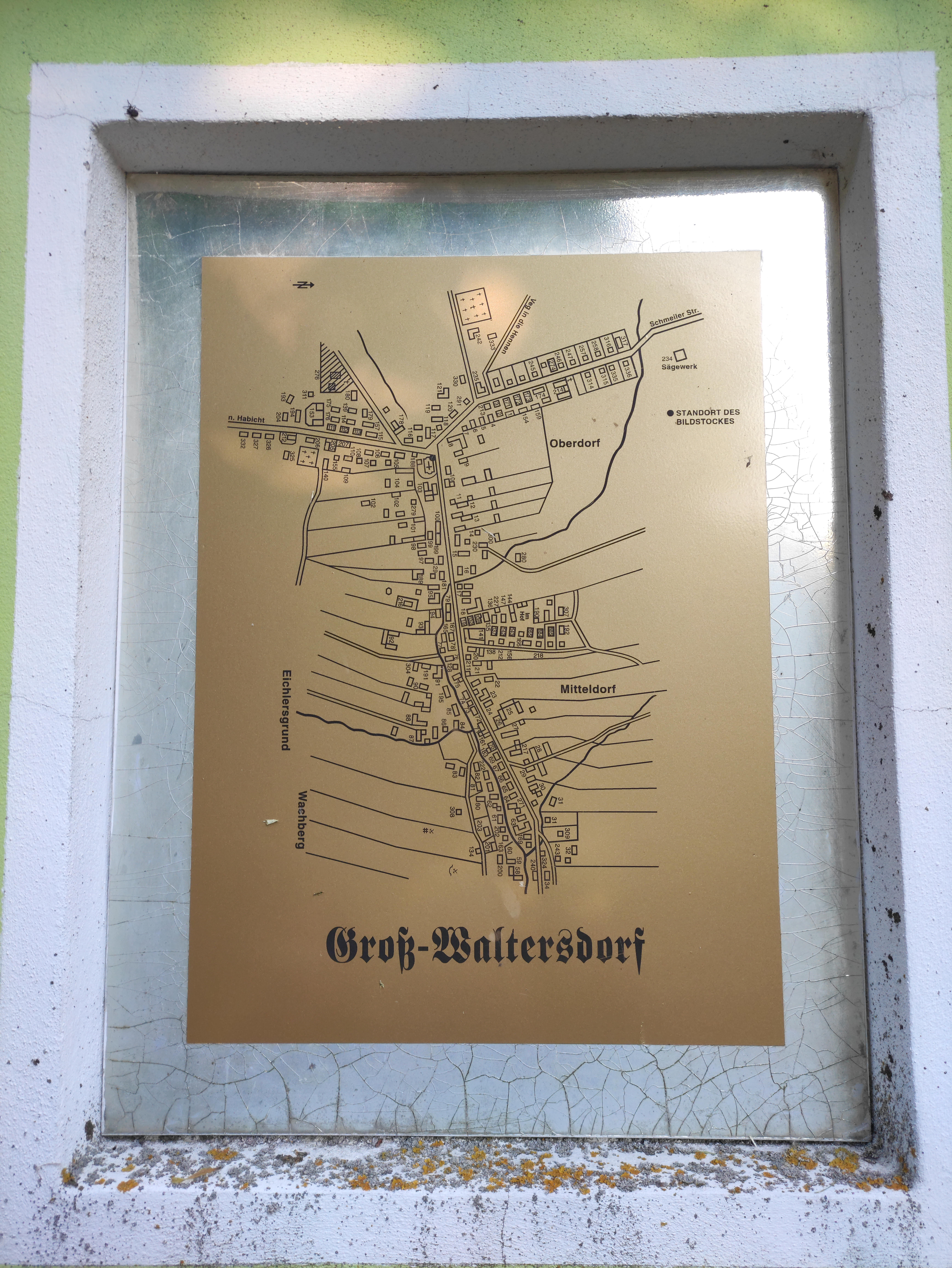
památník zaniklé obce
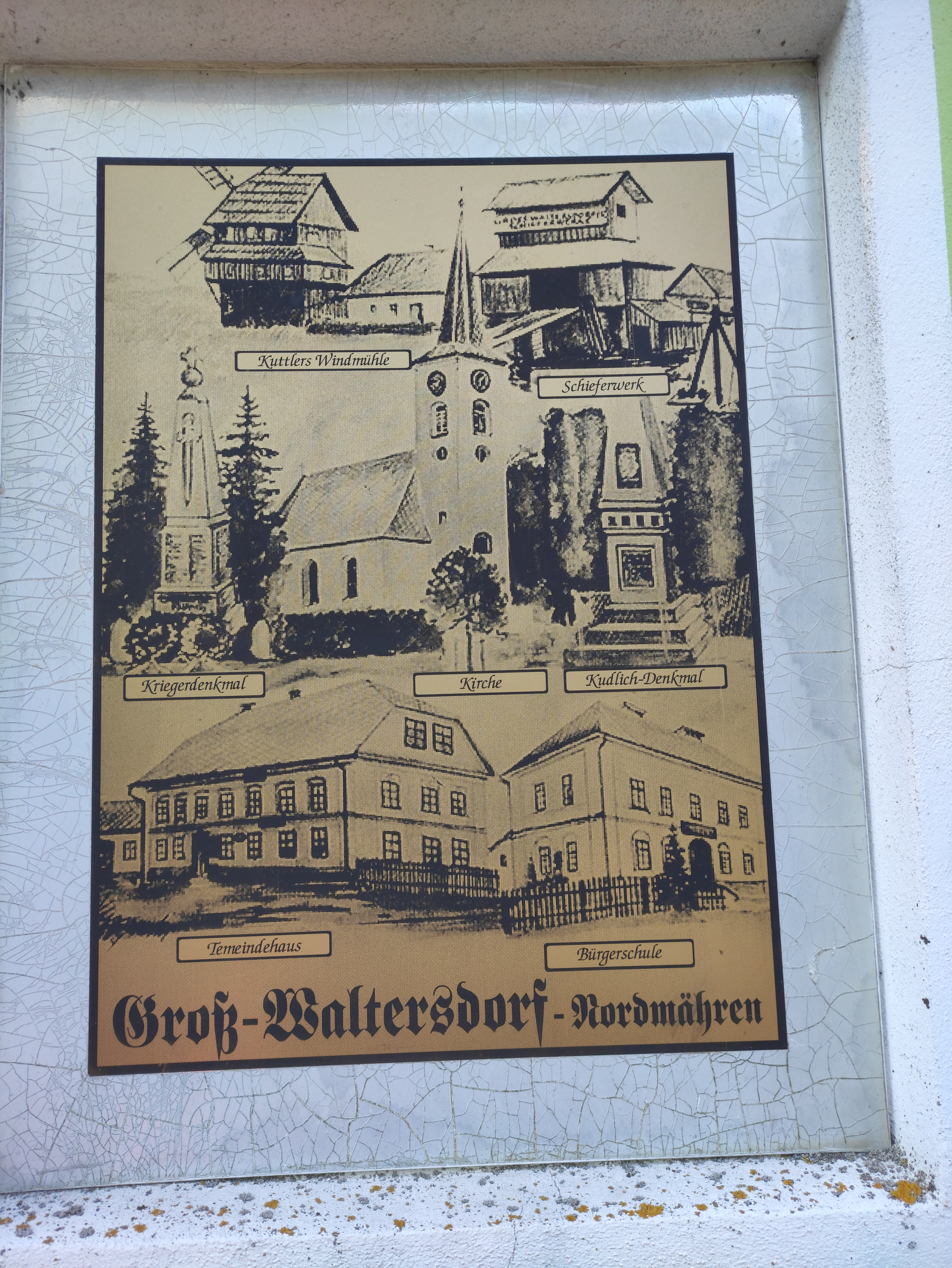
památník zaniklé obce
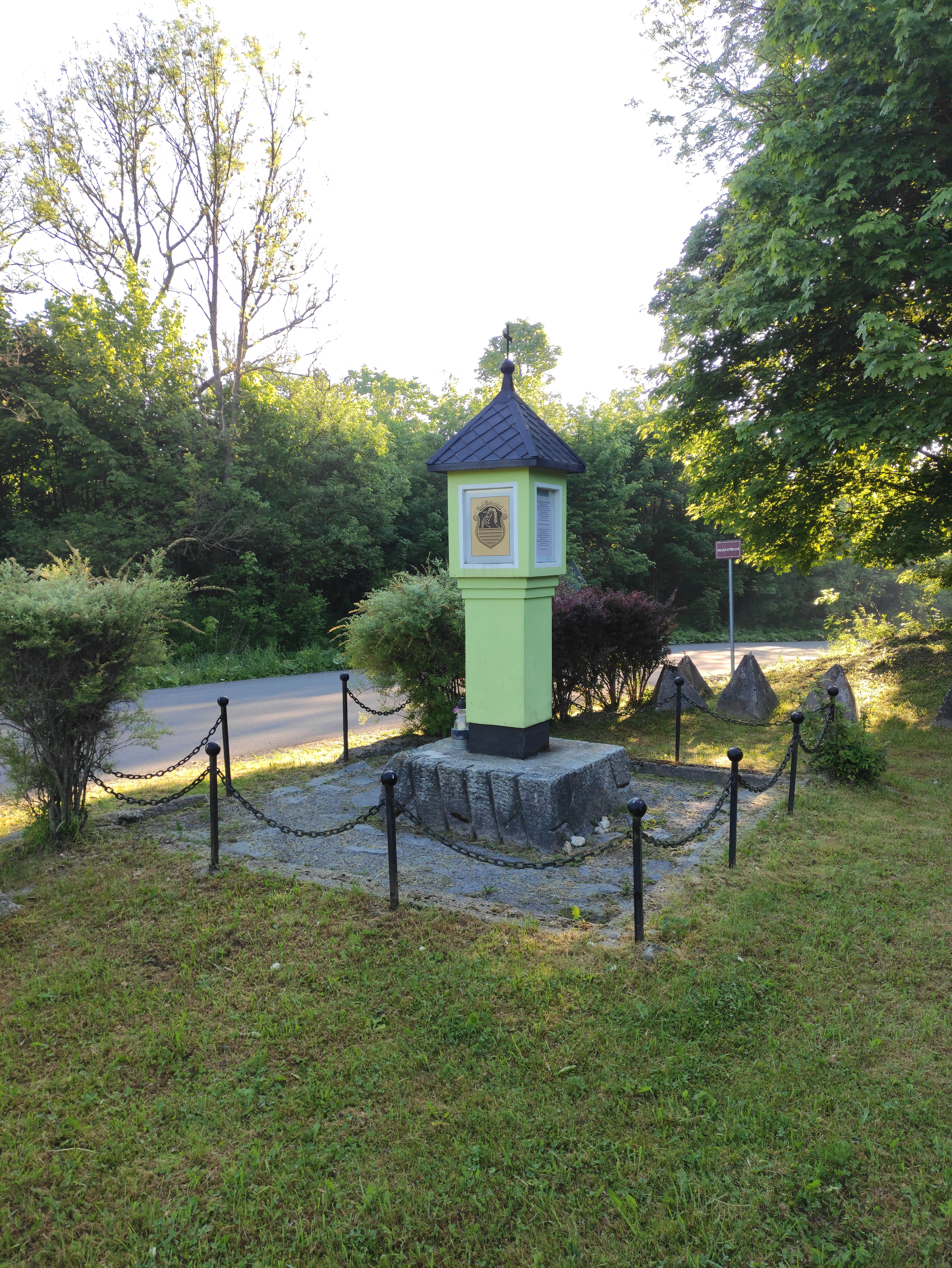
památník zaniklé obce
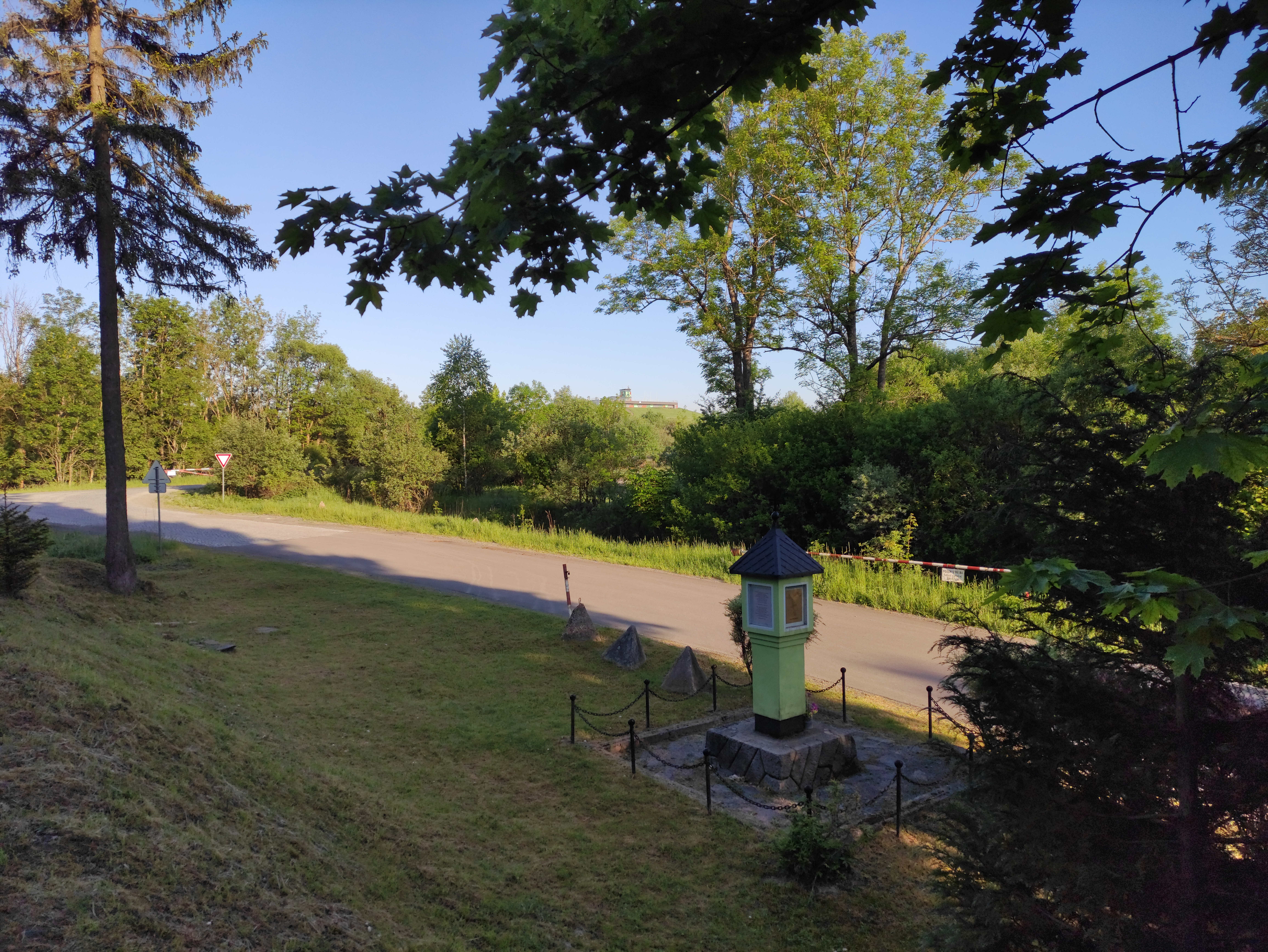
památník zaniklé obce a řídící věž součinnostní střelnice Velká Střelná
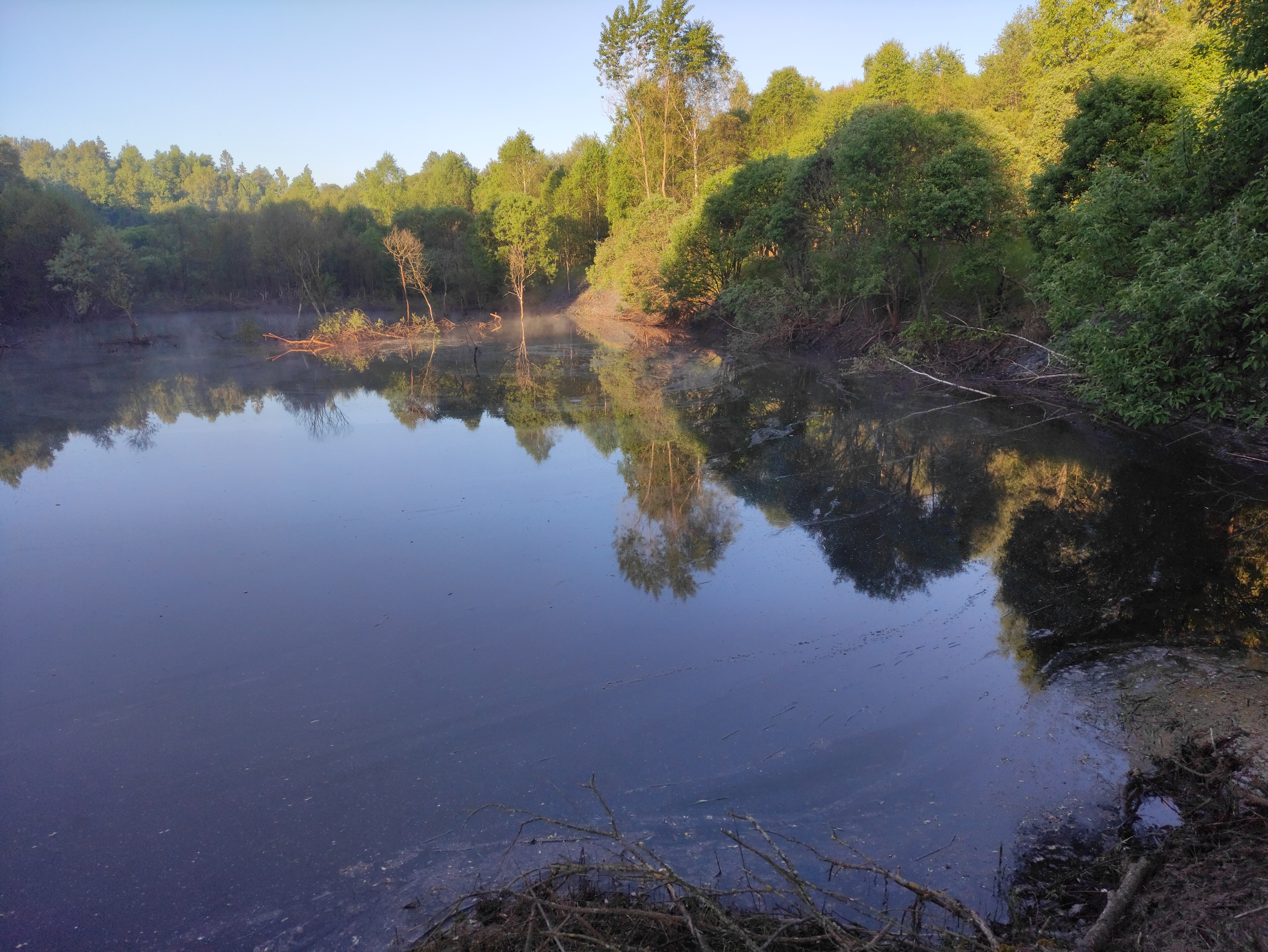
rybník u Velké střelné
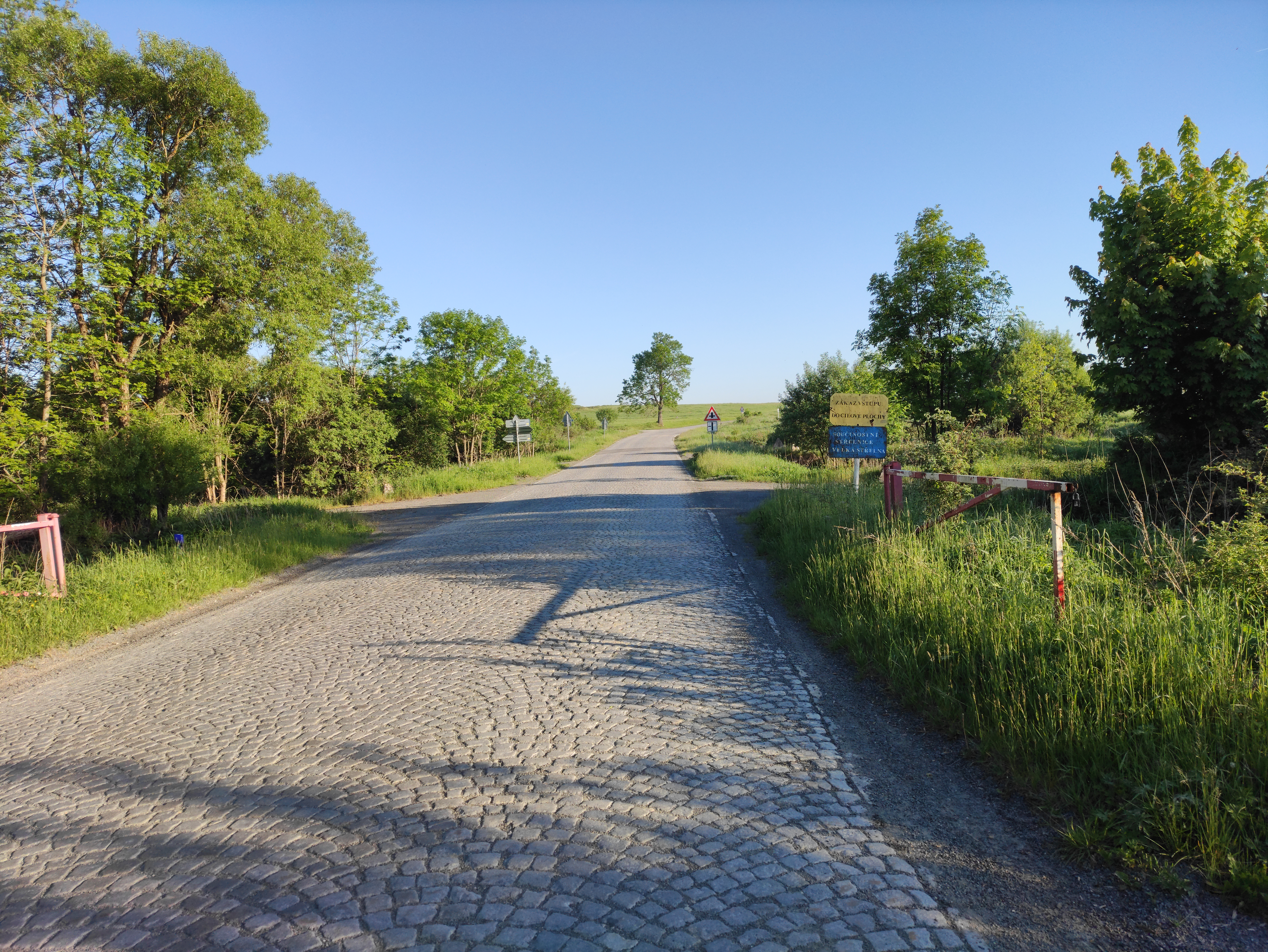
silnice přes Součinnostní střelnici Velká Střelná
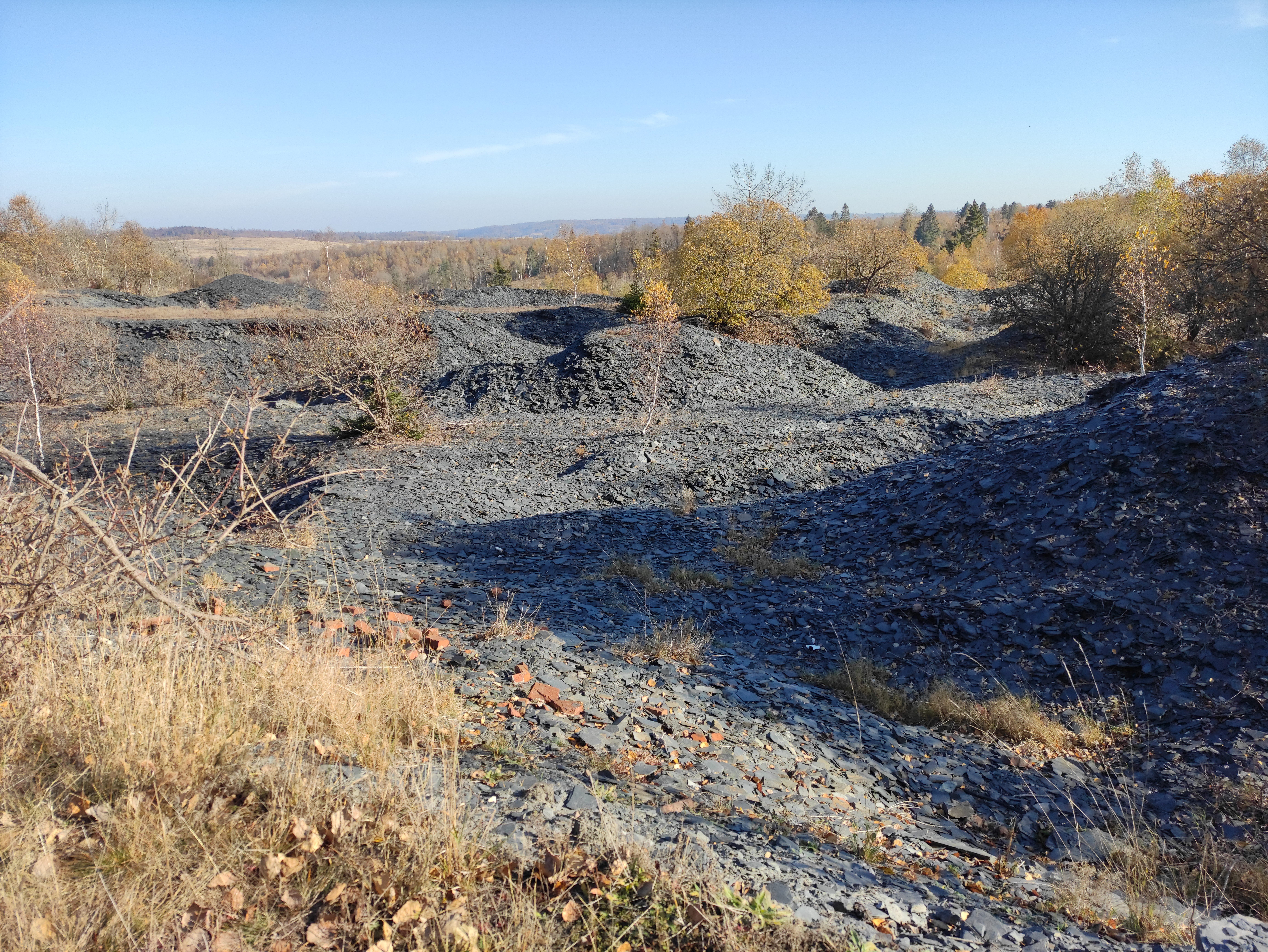
Haldy ve Velké Střelné
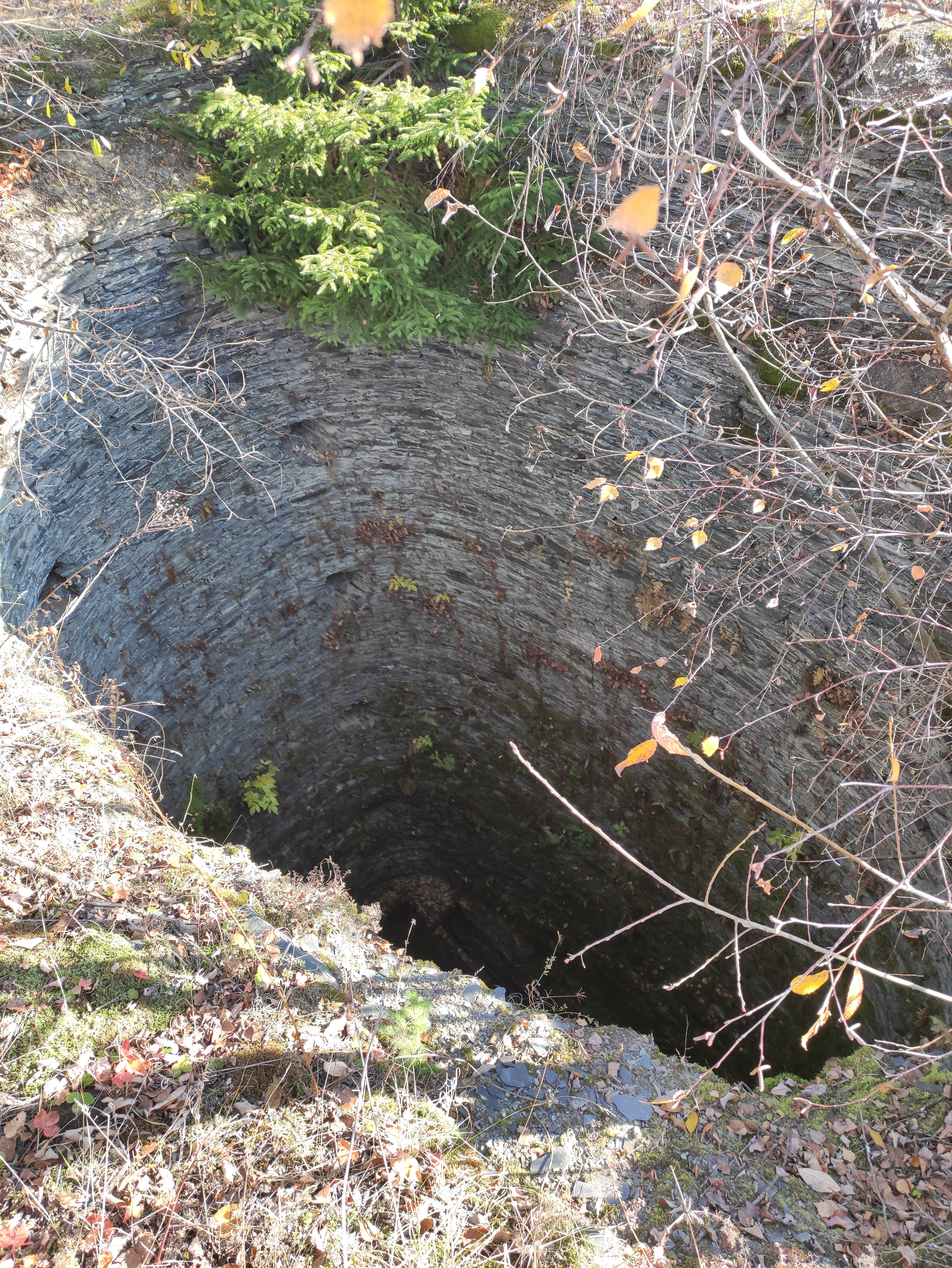
Lomy ve Velké Střelné